# Луї Антуан Ге
Луї Антуан Ге (фр. Louis Antoine Gay); (1851 — 27 лютого (12 березня) 1915) — віце-консул Франції в Севастополі.

## Життєпис
Офіцер французької армії, відзначився під час Французько-пруської війни 1870, кавалер ордена Почесного Легіону. Луї Антуан Ге прожив у Севастополі близько 30 років, залишивши добру пам'ять. З 1894 році виконував обов'язки віце-консула.
Серед його благородних справ — повернення до Севастополя з Парижа дзвони Херсонеського монастиря, повезеного як трофей після Кримської війни. У листі до Л. А. Ге президент Франції Раймон Пуанкаре написав, що він повертає дзвін в «знак союзу і дружби». Російський уряд в свою чергу нагородив французького консула орденом св. Володимира 4-го ступеня.
Вийшовши у відставку, Л. А. Ге довгі роки служив наглядачем Французького кладовища.
Похорон Л. А. Ге на Французькому кладовищі був надзвичайно урочистим і багатолюдним, що стало виразом любові і поваги до цієї людини з боку севастопольців.
Був одружений з французькою підданою з Північної Франції. Дружина померла під час пологів єдиної дочки — Надін Ге (Надія Людвігівна Гаттенбергера, 1891—1949), першої дружини (з 22 березня 1915 року) старшого лейтенанта флоту Миколи Федоровича Гаттенбергера (1891—1967).